# فريدريك يوجين رايت
فريدريك يوجين رايت (بالإنجليزية: Frederick Eugene Wright)‏ هو عالم معادن ‏ أمريكي، ولد في 16 أكتوبر 1877 في ماركيت في الولايات المتحدة، وتوفي في 25 أغسطس 1953 في أونتاريو في كندا.